# Dom przy ul. Sienkiewicza 17 w Mielcu
Dom przy ul. Sienkiewicza 17 w Mielcu – budynek wpisany do rejestru zabytków nieruchomych województwa podkarpackiego pod numerem A-976 z 12.02.1981.
Jest to drewniany, parterowy dom z 1898 roku zbudowany na planie prostokąta.